# 大河坝镇 (思南县)
大河坝镇，是中华人民共和国贵州省铜仁市思南县下辖的一个乡镇级行政单位。
2013年6月24日，贵州省人民政府批复同意撤销大河坝土家族苗族乡建制，设置大河坝镇，镇人民政府驻河坝社区。

## 行政区划
大河坝镇下辖以下地区：
河坝社区、水巴岩村、孙岩村、马河坝村、马尖山村、马鞍村、马家山村、转阁村、白家坳村、桃子桠村、泥溪村、柏岩村、鹅溪村、花园村、盐丰村、勤俭村、大园子村、天坝村、桃山村、猿山村、联山村和农林村。